# Maeve Dermody
Maeve Dermody (Sydney, 2 november 1985) is een in het Verenigd Koninkrijk wonende Australische actrice. Na een eerste filmrol op vijfjarige leeftijd, omvatte haar acteercarrière als volwassene werk op de Australische en Britse televisie, in het theater, in korte films en in films.

## Biografie
Terwijl ze nog op de middelbare school zat, begon Dermody rollen te spelen in Australische televisieseries zoals All Saints (1998) en in korte films. Haar eerste grote filmrol was in de onafhankelijke thriller Black Water (2007), waarvoor ze onder andere werd genomineerd voor de AACTA Award en de IF Award voor "Beste vrouwelijke bijrol".
Haar volgende grote filmrol was in Beautiful Kate (2009), waarvoor ze opnieuw genomineerd werd voor de AACTA Award voor "Beste vrouwelijke bijrol"
Ze had een hoofdrol in de film Griff the Invisible uit 2010 en in de miniserie Bikie Wars: Brothers in Arms uit 2012. In 2013 speelde Dermody de rol van Claire Simpson in de tiendelige Australisch-Singaporese tv-dramaserie Serangoon Road. In 2015 speelde Dermody de rol van Vera Claythorne in de BBC One-miniserie van Agatha Christies And Then There Were None.
Ze is ook actief in het Australische theater en speelde in producties zoals Killer Joe, Measure for Measure, Our Town en The Seagull voor grote theatergezelschappen in Sydney.